# Ptahudjanchef
Ptahudjanchef (korrekt; Djedptahiuefanch, „Ptah spricht und er lebt ?“) war um 840 bis 820 v. Chr. (Kitchen) während der 22. Dynastie (Dritte Zwischenzeit) Herrscher von Herakleopolis.
Er war der Sohn und Nachfolger des Fürsten und Hohenpriesters des Amun Namilt (II.). Als seine Gemahlin ist eine Tentsepeh belegt sowie ein Bruder namens Takelot.
Ptahudjanchef ist bisher nur aus der Genealogie eines gewissen Pasenhor, eines Priesters aus Memphis, bekannt. Sein Sohn Hemptah I. wurde sein späterer Nachfolger.